# ينبوع الزمن

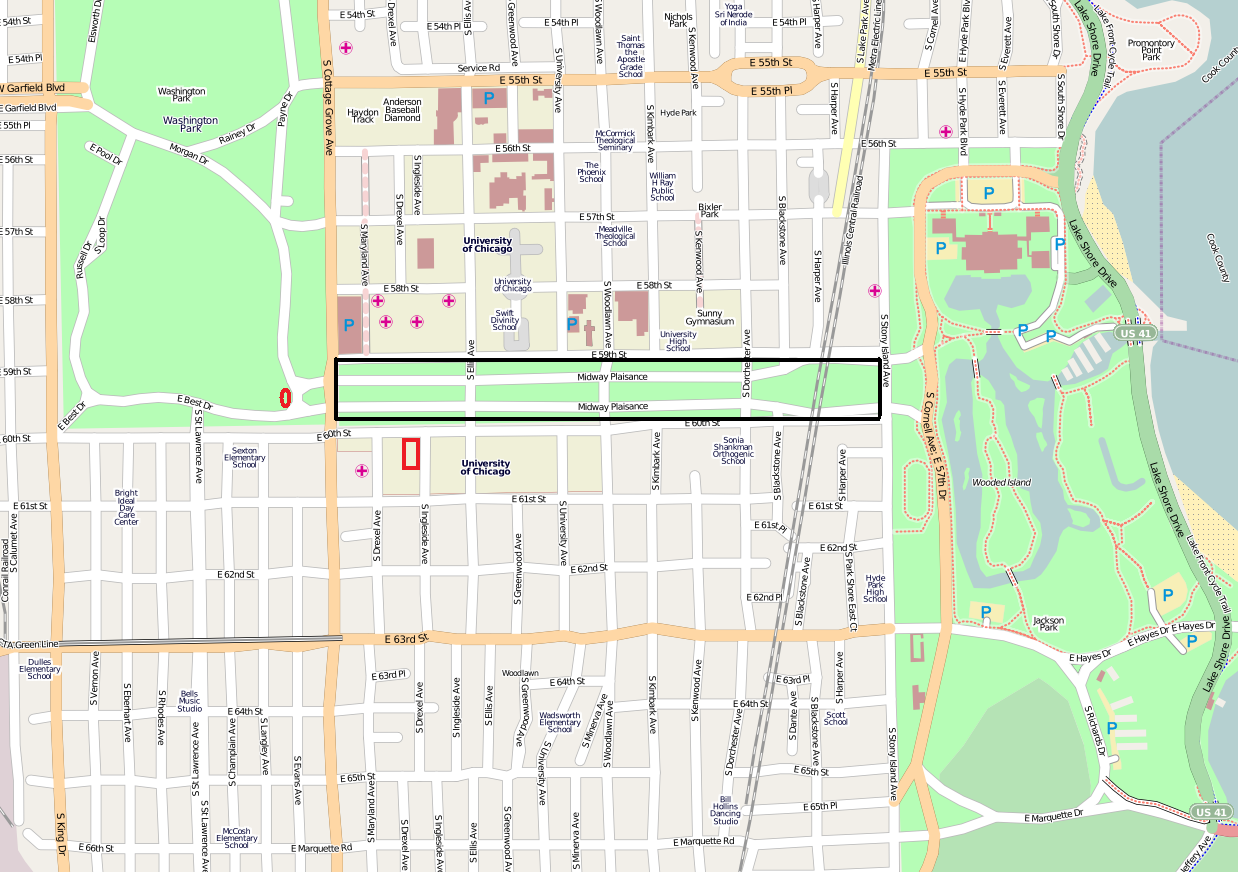
خريطة توضح Midway Plaisance (مستطيل أسود) بين واشنطن بارك إلى الغرب (على اليسار) ومتنزه جاكسون. يقع Fountain of Time (البيضاوي الأحمر) في الجزء الجنوبي الشرقي من Washington Park غرب Midway Plaisance مباشرةً. تقع استوديوهات Lorado Taft Midway Studios (المستطيل الأحمر) جنوب Midway Plaisance مباشرةً. (منطقة حديقة شيكاغو باللون الأخضر ، جامعة شيكاغو بخلفية صفراء)

ينبوع الزمن ، أو ببساطة الزمن ، هو منحوتة للورادو تافت بطول 126 قدم 10 بوصة (38.66 م) في الطول ، وتقع قي الجهة الغربية من ميدواي بلايزانس داخل واشنطن بارك في شيكاغو ، إلينوي ، في الولايات المتحدة.  يقع هذا الموقع في منطقة مجتمع حديقة واشنطن على الجانب الجنوبي من شيكاغو. مستوحى من قصيدة هنري أوستن دوبسون «مفارقة الزمن» ، ومع مرور 100 شخصية قبل وقت الأب ، تم إنشاء العمل كنصب تذكاري لأول 100 سنوات من السلام بين الولايات المتحدة والمملكة المتحدة ، نتيجة معاهدة غنت في عام 1814. على الرغم من بدء تدفق مياه النافورة في عام 1920 ، إلا أن التمثال لم يكن مخصصًا للمدينة حتى عام 1922. التمثال عبارة عن هيكل مساهم في المنطقة التاريخية المسجلة في واشنطن بارك بالولايات المتحدة ، وهي عبارة عن سجل وطني للأماكن التاريخية المدرجة.
جزء من خطة تجميل أكبر لـ ميدواي بلايسانس ، تم بناء ينبوع زمن من نوع جديد من الخرسانة المصبوبة والمدعومة بالفولاذ والتي يُزعم أنها أكثر متانة وأرخص من البدائل. قيل أنه الأول من أي نوع من الأعمال الفنية النهائية المصنوعة من الخرسانة.  قبل اكتمال حديقة الألفية في عام 2004 ، كان يعتبر أهم تركيب في منطقة شيكاغو بارك .   الوقت هو واحد من عدة أعمال فنية في شيكاغو يمولها صندوق بنجامين فيرجسون الاستئماني .
مر الزمن بالعديد من عمليات الترميم بسبب التدهور والانحطاط الناجم عن العناصر الطبيعية والحضرية. خلال أواخر التسعينيات والسنوات القليلة الأولى من القرن الحادي والعشرين ، خضعت لإصلاحات أدت إلى تصحيح العديد من المشكلات التي سببتها عمليات الترميم السابقة هذه. على الرغم من الانتهاء من التجديد الشامل للنحت مؤخرًا في عام 2005 ، يواصل مؤيدو Time البحث عن موارد للإضاءة الإضافية ، وقد رشحه الصندوق الوطني للمحافظة على التاريخ للحصول على مزيد من التمويل.

## التخطيط

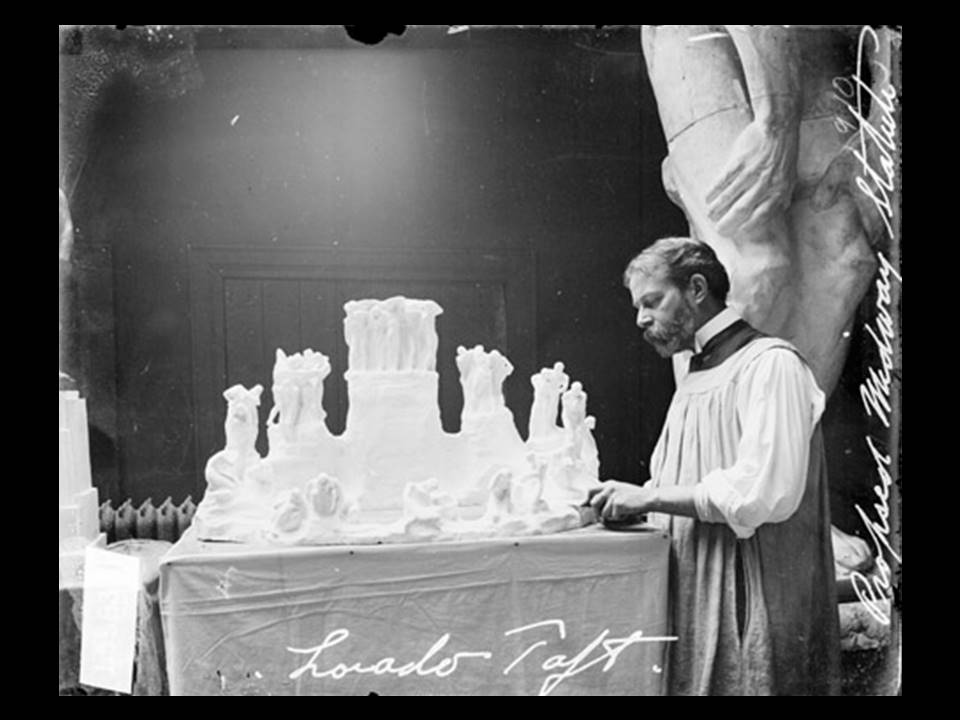
تافت مع نموذج ينبوع الخلق (1910)

## روابط خارجية
- مشروع ترميم نافورة حوض الزمن
- أوراق Lorado Taft ، 1857–1953 أرشيف جامعة إلينوي